# 川西站 (大阪府)
川西站（日语：／ Kawanishi eki */?）是位於大阪府富田林市，屬於近畿日本鐵道長野線的車站。

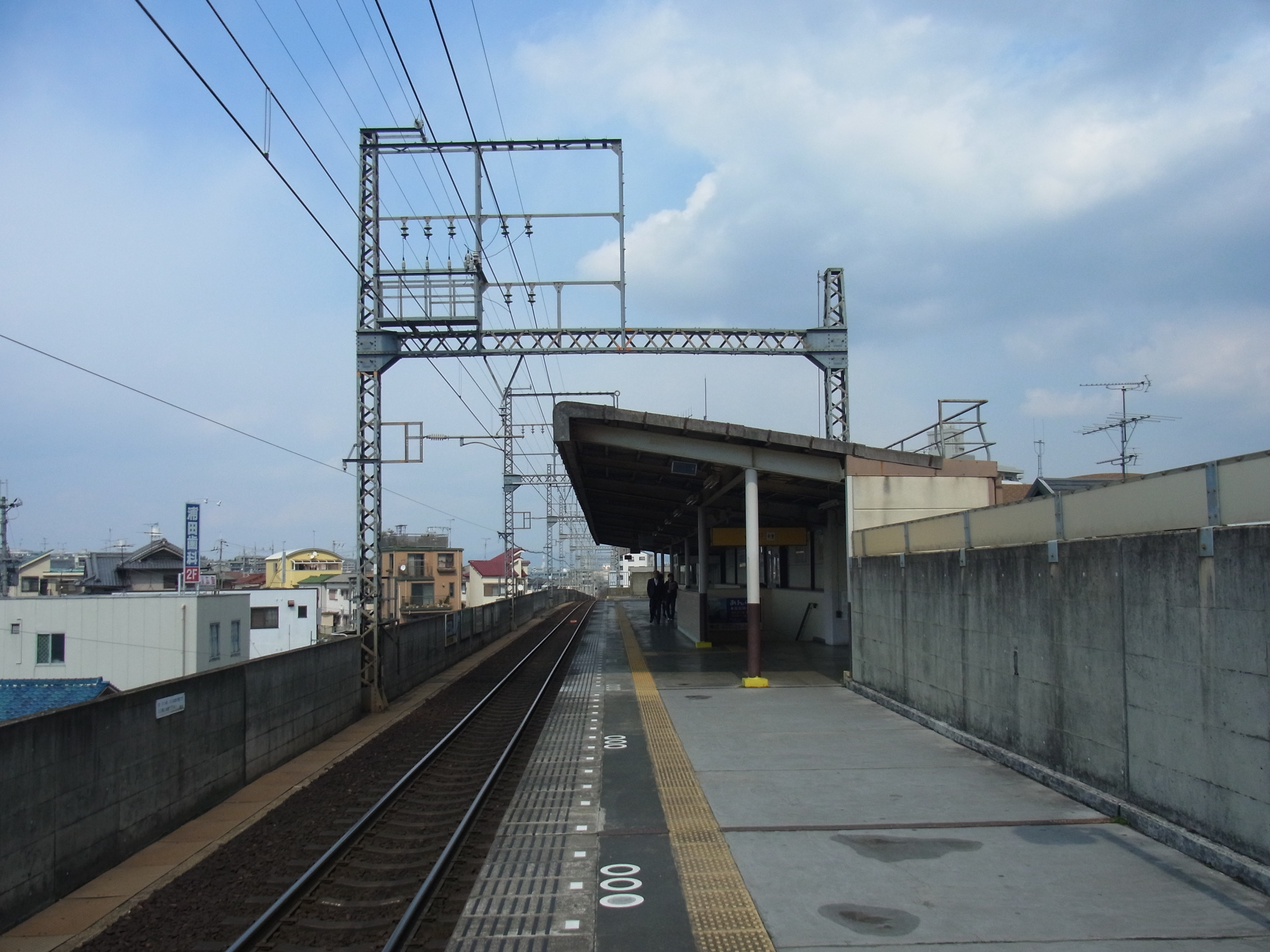
月台(2012年3月)

## 車站構造
本站為側式月台1面1線的地面車站。

## 使用情況
- 2005年11月8日的調查顯示，該線路單日的搭乘人數為4,211人。
- 2008年11月18日的調查顯示，該線路單日的搭乘人數為3,953人。
- 2010年11月9日的調查顯示，該線路單日的搭乘人數為3,634人。[2]

## 相鄰車站
近畿日本鐵道
 長野線
■急行、■準急、■普通
富田林西口（O-19）－川西（O-20）－瀧谷不動（O-21）

## 外部連結
- 川西 - 近畿日本鐵道